# Schwarzen
Schwarzen település Németországban, Rajna-vidék-Pfalz tartományban. Lakosainak száma 141 fő (2023. december 31.). Schwarzen Todenroth, Kappel, Rödelhausen, Belg, Würrich, Bärenbach, Sohren, Ober Kostenz és Metzenhausen községekkel határos.

## Népesség
A település népességének változása:
| Lakosok száma | 144  | 145  | 143  | 138  | 137  | 137  | 141  |
|               | 1975 | 2010 | 2017 | 2019 | 2021 | 2022 | 2023 |